# Scelti dalle tenebre
Scelti dalle tenebre (titolo originale The Vampire Lestat), pubblicato nel 1985 è il secondo libro delle Cronache dei vampiri di Anne Rice. La narrazione è affidata per la prima volta al vampiro Lestat, già incontrato in Intervista col Vampiro.
Scelti dalle tenebre viene spesso considerato come il miglior romanzo della scrittrice statunitense Anne Rice. Gli eventi narrati si dipanano attraverso un arco di tempo lunghissimo, in quanto grazie ai suoi numerosi ritorni al passato e racconti subordinati ad un altro racconto principale, chiarisce la creazione secondo il punto di vista vampiresco e la loro evoluzione attraverso i secoli. È interessante la narrazione, affidata nella finzione narrativa al vampiro Lestat, il quale grazie all'utilizzo di aggettivi insoliti ma potenti conferisce scorrevolezza e preziosità al libro.

## Trama
La storia si apre nel 1984 con l'abbagliante Lestat de Lioncourt, debole e prossimo alla morte, svegliatosi dopo anni di sonno simile ad un coma. Mentre si acclima ai tempi moderni, egli legge il racconto dettato dal suo amico Louis de Pointe du Lac all'intervistatore Daniel, Intervista col Vampiro. In parte perché infuriato dalla sua descrizione nel libro di Louis, Lestat decide di fare un suo proprio e chiaro racconto.
Lestat spiega così che, da giovane uomo di vent'anni, egli era un ragazzo ribelle e frustrato, il più piccolo figlio del marchese d'Alvernia, e l'unico a provvedere la carne per la sua famiglia.
Quando si disperò per la consapevolezza della frivolezza della sua vita quasi uscì di senno. Sua madre, Gabrielle de Lioncourt, spronò quindi lui e il suo amico, Nicolas de Lenfent, ad andare a Parigi alla ricerca di una nuova vita. Lestat e Nicolas (Nicki) presto trovano lavoro in un teatro dove il primo diviene attore e l'altro un violinista.
Dopo pochi mesi, Lestat viene rapito da Magnus, un anziano vampiro che è alla ricerca di un erede, e forzatamente fa di Lestat un vampiro nella sua torre. Magnus lascia Lestat come un orfano principiante ed erede di una fortuna, mentre il vecchio vampiro si distrugge gettandosi in un enorme falò nella stessa notte in cui Lestat diviene un vampiro. Per i diversi mesi successivi, Lestat nasconde la sua natura vampirica sotto la parvenza di un ricco gentiluomo nelle corti e nei palazzi di Parigi, mentre, da solo, va alla ricerca delle basi del vampirismo.
Quando Gabrielle (morente per tubercolosi), arriva a Parigi per scoprire cosa è capitato al figlio, Lestat le dà il "Dono Tenebroso" per salvarle la vita. Questa e altre varie blasfemie lo conducono al confronto con Armand e la congrega di vampiri di Parigi di cui è il capo.
Lestat disprezza l'assurdità delle forzate idee e dei rituali religiosi della congrega e li sbalordisce con la sensibilità delle sue nuove idee. Queste azioni lasciano la congrega parigina in scompiglio e Armand disilluso. In seguito alla disgregazione della congrega, Nicolas, che era stato catturato della stessa e divenuto ormai folle, viene fatto vampiro da Lestat. Armand cerca di distruggere completamente la sua congrega oramai allo sbaraglio. I quattro vampiri (Eleni, Laurent, Félix ed Eugénie) che sono scappati e sopravvissuti alla follia omicida di Armand vanno da Lestat per chiedere come possano loro vivere al di fuori e come camuffarsi da mortali, cose che non avevano mai fatto prima nelle loro vampiriche vite. Lestat li consiglia di camuffarsi da mimi e dona loro il teatro che aveva comprato, che divenne così il "Théatre des Vampires". Nicolas entra a far parte del teatro e contribuisce molto al suo successo.
Armand, una volta uccisi quasi tutti i membri della sua congrega, raggiunge Lestat. È perso senza le sue frenetiche credenze e propone perciò a Lestat di seguirlo insieme a Gabrielle nei loro viaggi. Ma Lestat rifiuta. Dopo aver conosciuto la storia di Armand, Lestat lascia Parigi alla ricerca di Marius, il creatore di Armand. Nel contempo, Armand prende parte al Teatro dei Vampiri.
Lestat, ancora disperato per la sua esistenza, viene lasciato da Gabrielle che va a esplorare il mondo, mentre Nicolas si brucia, distruggendosi, sul palcoscenico del teatro, non volendo più continuare a vivere così. Lestat decide quindi di andare sotto terra nella sua miseria.
Ma Marius lo salva e lo porta nella sua abitazione su un'isola nel Mar Egeo. È qui che Marius racconta a Lestat la storia della sua vita, e facendolo da una breve e vaga spiegazione sull'origine dei vampiri. Offre poi a Lestat l'opportunità di bere da Akasha, la Madre di tutti i vampiri, di cui lui è custode e che, dopo i millenni di vita che ha vissuto è divenuta ormai simile a una statua di marmo, ma pur sempre viva. Lestat accetta e beve da lei. Inoltre egli tenta e riesce a svegliare Akasha dal suo sonno immortale (suonandole il violino) e beve da lei mentre lei beve da lui. Quando Enkil, sposo di Akasha, anch'esso in stato dormiente, se ne accorge, tenta di uccidere Lestat. Alla fine Marius riesce a salvare Lestat da Enkil ma è costretto a cacciar via Lestat per reprimere la collera del re.
Dalla Grecia, Lestat raggiunge New Orleans, e dopo gli eventi di Intervista col Vampiro, torna sotto terra nel 1929. Nel 1984 Lestat riemerge per divenire una rock star con una band mortale formata da Alex, Larry e Tough Cookie. Con gli occhi del mondo su di lui, Lestat tenta d'iniziare una guerra tra l'umanità e i vampiri, nonché tra lui e tutti gli altri vampiri. Prima della notte del concerto tanto dichiarato, Lestat si ritrova con Louis.
Il libro termina con un po' di suspense dopo il debutto di Lestat al concerto di San Francisco e porta direttamente al terzo volume, La regina dei dannati.

## Il personaggio di Lestat
In questo secondo romanzo delle Cronache dei vampiri prende maggiore consistenza rispetto agli altri il personaggio del vampiro Lestat che, mentre in Intervista col vampiro appariva come una figura arcana, malvagia, ambigua, e priva di scrupoli (in contrapposizione a Louis), viene qui riscoperto sotto una nuova luce: ora tocca a lui dare la sua versione dei fatti e raccontare la sua storia.
In questo che si potrebbe definire un romanzo di formazione il lettore è accompagnato in un viaggio che descrive la formazione dell'"uomo" Lestat alla ricerca del significato dell'essere un vampiro, una creatura immortale e con un grande potere sull'uomo e anche sul mondo. Scopriamo qui un personaggio simpatico, colto, con un forte senso di moralismo e romanticismo.
Lestat ha dormito per più di mezzo secolo e adesso è ritornato nel mondo moderno nei panni di una superstar del rock con milioni di fan che cadono ai suoi piedi. Infrangendo ogni regola del mondo dei vampiri, Lestat si rivela al mondo sperando che tutti gli altri immortali si uniscano a lui per comprendere il mistero della loro esistenza.
Il romanzo intraprende un lungo flashback nella Francia del XVIII secolo, il mondo in cui Lestat ha trascorso la sua infanzia da aristocratico. Dallo scontro con il padre, passa attraverso la libertà ritrovata come attore teatrale a Parigi e infine giunge alla trasformazione in vampiro, ad opera di un vecchio vampiro di nome Magnus. Viaggiamo con Lestat attraverso l'Europa alla ricerca degli altri vampiri e delle loro origini, trovando risposte sconvolgenti e nemici terrificanti che mortificano la loro esistenza di vampiri e non accettano la coesistenza con il mondo. E quando alla fine Lestat, dopo grandi sofferenze, troverà il primo vero grande vampiro, Marius, verrà a conoscenza dei segreti degli immortali e allora forse troverà le risposte che tanto cercava.
Ma delle potenti e antiche forze minacciano il mondo dei vivi e dei non-morti nell'anno 1985. Il concerto di Lestat ha attirato vampiri desiderosi di vendetta da ogni parte del mondo, vendetta nei confronti del traditore che osa rivelare ai mortali i più antichi segreti della razza immortale; e qualcuno in cerca di una rinascita.

## Personaggi principali
- Lestat de Lioncourt (protagonista)
- Nicolas de Lenfent
- Gabrielle de Lioncourt
- Armand
- Marius de Romanus

## Edizioni
- Anne Rice, Scelti dalle tenebre, traduzione di Roberta Rambelli, collana TeaDue, Longanesi, 1989,  p. 453, ISBN 88-7818-276-1.